# زيارة الطبيب
زيارة الطبيب أو (جولة الجناح) هي مقابلة بين المريض والطبيب تهدف إلى الحصول على نصائح صحية أو تشخيص الحالة الصحية للمريض بناءً على الأعراض التي يعاني منها. وفقًا لمسح أُجري في الولايات المتحدة الأمريكية، يزور الطبيب ما بين 50 إلى 100 مريض أسبوعيًا، ويعتمد هذا العدد على التخصص الطبي. ومع ذلك، لا يختلف معدل الزيارات بشكل كبير بين المدن الكبرى والمناطق الريفية.

## الإجراءات
الطب التشخيصي يستند إلى أربعة أركان أساسية:
1. التشريح: دراسة بنية الجسم وتركيبه.
2. علم وظائف الأعضاء: دراسة كيفية عمل أعضاء الجسم.
3. علم الأمراض: دراسة التغيرات التي تحدث في الجسم أثناء المرض.
4. علم النفس: دراسة العقل والسلوك.

ولكن لا يكفي أن يُعامل المريض باعتباره حالة طبية فحسب، بل يجب أن يُعامل ككل متكامل. لذلك، يتعين على الطبيب مراعاة العوامل الاجتماعية والاقتصادية والنفسية للمريض، مثل العائلة، والعمل، والضغط النفسي، والمعتقدات، لأنها تلعب دورًا مهمًا في فهم الحالة الصحية العامة.

### الخطوات الأساسية لزيارة الطبيب
1. استقبال الشكاوي
يقدم المريض مجموعة من الأعراض (الشكاوى) التي يعاني منها.
2. جمع التاريخ المرضي
يُجري الطبيب مقابلة لجمع معلومات حول التاريخ الصحي السابق للمريض، والتاريخ العائلي، والعادات الحياتية.
3. مراجعة الانظمة (Review of Systems)
يطرح الطبيب أسئلة مُنظمة حول كل جهاز من أجهزة الجسم لاستبعاد أو تأكيد تشخيصات محتملة.
4. الفحص البدني
يُجري الطبيب فحصًا جسديًا للمريض ويُسجل الملاحظات.
5. وضع قائمة التشخيصات المحتملة
استنادًا إلى المعلومات المتوفرة.
6.التحقيق في التشخيص
عبر إجراء تحاليل أو فحوصات إضافية.
7. خطط العلاج و المتابعة
بعد التشخيص، يُعد الطبيب خطة علاجية ويشرحها للمريض، ويحدد مواعيد للمتابعة.
8. التثقيف الصحي
يُطلع الطبيب المريض على طبيعة المرض، وأسبابه، وخيارات العلاج المتاحة، ويقدم له نصائح للوقاية والصحة العامة.

## المدة الزمنية

متوسط الوقت الذي يقضيه الطبيب مع المريض في عدد من الدول.

أظهر مسح في الولايات المتحدة أن الطبيب يقضي ما بين 13 إلى 16 دقيقة مع كل مريض. أما أطباء التخدير، وأطباء الأعصاب، وأطباء الأشعة، فيقضون وقتًا أطول (25 دقيقة أو أكثر)، بينما يقضي أطباء الجلد وأطباء العيون وقتًا أقل (من 9 إلى 12 دقيقة لكل مريض). بشكل عام، تُظهر الدراسات أن الطبيبات يقضين وقتًا أطول مع المرضى مقارنة بالأطباء الذكور.
قد يقضي المريض وقتًا أطول في المستشفى بسبب أوقات الانتظار أو الإجراءات الإدارية أو الرعاية من مقدمي الرعاية الآخرين. ومع ذلك، فإن المرضى الذين يكونون على دراية بالإجراءات المتوقعة يكونون أكثر راحة، حتى في حالة وجود انتظار طويل، مقارنةً بالمرضى الجدد.

## الرعاية الصحية على الإنترنت
مع تزايد الوصول إلى الإنترنت، أصبحت التشخيصات الذاتية عبر الإنترنت أكثر شيوعًا، حيث يلجأ البعض إلى البحث عن أعراضهم على المواقع الطبية بدلًا من زيارة الطبيب. ومع ذلك، قد تحتوي هذه المصادر على معلومات غير دقيقة، مما يثير قلق الأطباء من انتشار المعلومات المضللة، أو من تلقيهم رسائل بريد إلكتروني كثيرة من المرضى تتطلب وقتًا للرد دون مقابل.
أفاد حوالي 75% من سكان الولايات المتحدة بأن لديهم طبيب رعاية أولية، لكن مسحًا لتقييم جودة الرعاية الأولية وجد "تآكلًا كبيرًا" في جودتها بين عامي 1996 و2000، خاصة فيما يتعلق بالعلاقة بين الطبيب والمريض ودقة الفحوصات الطبية.